# Оптичний/ближній інфрачервоний детектор спалаху гамма-променів

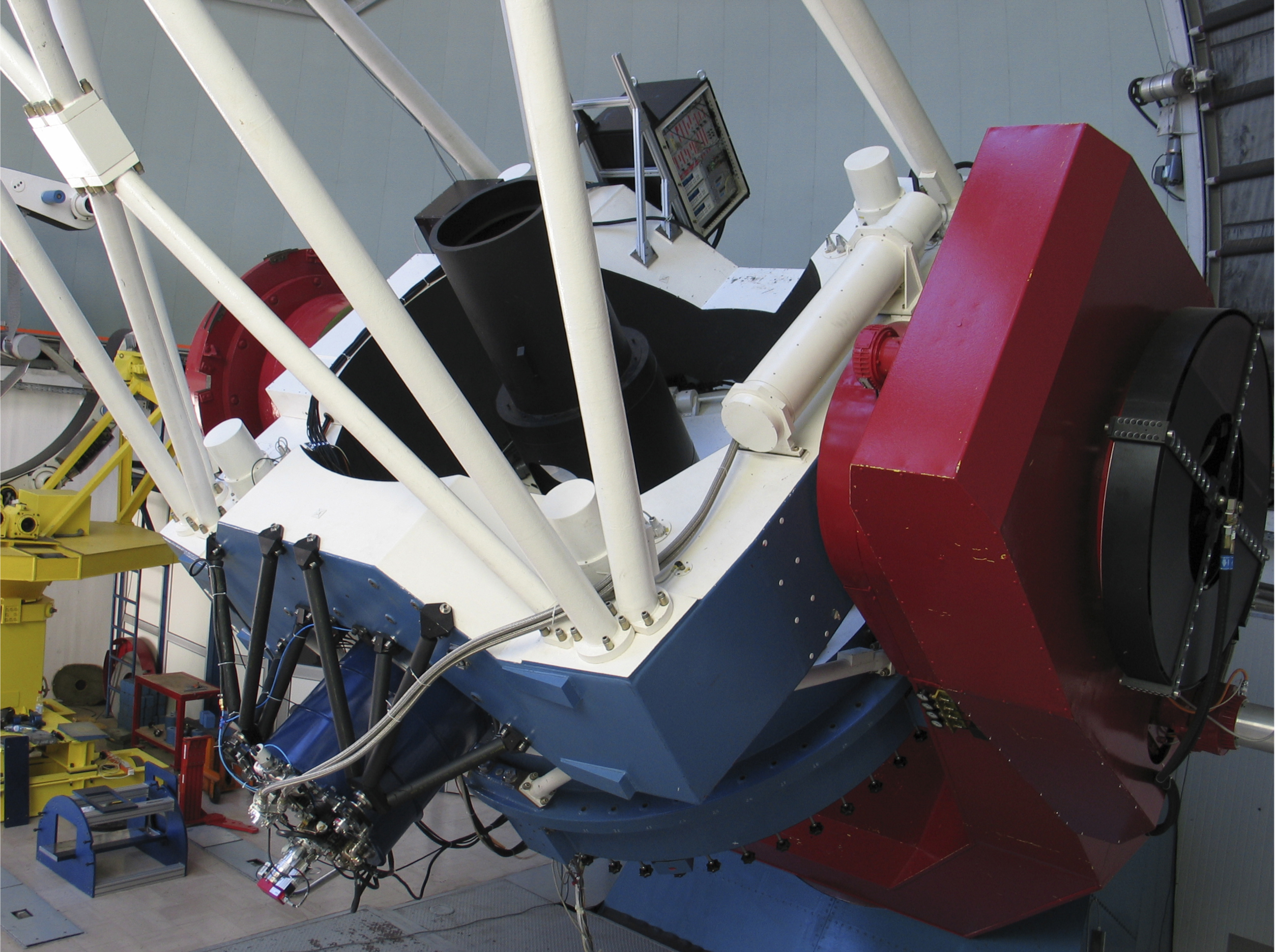
GROND, встановлений на телескопі MPG/ESO (темно-синій циліндр внизу ліворуч)

Оптичний/ближній інфрачервоний детектор спалаху гамма-випромінювання (англ. Gamma-Ray Burst Optical/Near-Infrared Detector, GROND) — прилад для обробки зображень, який використовується для дослідження післясвітів спалаху гамма-випромінювання та для подальших спостережень на екзопланетах за допомогою транзитної фотометрії. Працює на 2,2-метровому телескопі MPG/ESO в Європейській південній обсерваторії у Ла-Сілья в південній частині пустелі Атакама, приблизно за 600 кілометрів на північ від Сантьяго-де-Чилі та на висоті 2400 метрів.